# Lucyna fenestella
Lucyna fenestella är en fjärilsart som beskrevs av Philipp Christoph Zeller 1875. Lucyna fenestella ingår i släktet Lucyna och familjen plattmalar. Inga underarter finns listade i Catalogue of Life.